# Каннингем, Джон (шотландский футболист)
Джон Ка́ннингем (англ. John Cunningham; 1868—1910) — шотландский футболист, нападающий.

## Футбольная карьера
Уроженец Глазго, Джон Каннингем начал карьеру в местном клубе «Бенберб». В ноябре 1889 года перешёл в английский клуб «Бернли», за который провёл 11 матчей. Затем вернулся в Шотландию, став игроком клуба «Глазго Хиберниан» (который вскоре прекратил своё существование).
В 1890 году стал игроком «Селтика». Дебютировал за команду 29 апреля 1891 года в матче Шотландской футбольной лиги против «Каулейрс». Свой следующий официальный матч за клуб провёл только в ноябре в Кубке Глазго. Однако из-за малого количества и плохого качества записей тех лет дата его фактического дебюта в составе «Селтика» остаётся предметом споров. Так, существует запись (согласно знаменитому историку «Селтика» Юджину Макбрайду), что Каннингем сыграл за «Селтик» 2 ноября 1889 года в матче против команды «Юнайтед Эбстейнерс» (в переводе — «Объединённые трезвенники», были также известны по прозвищу The Teetotallers — «Непьющие»), причём «Селтик» начал игру с 9 футболистами, а через 5 минут к ним присоединились 2 опоздавших футболиста. «Селтик» одержал победу в той игре со счётом 5:1. На тот момент Каннингем не был зарегистрирован как игрок «Селтика», что было частой практикой того периода. Также согласно этим данным он провёл товарищеские матчи за клуб 23 и 25 мая 1889 года (против «Болтон Уондерерс» и «Престон Норт Энд» соответственно).
В ряде источников его дебют в составе Селтика датируется 6 сентября 1890 (матч Кубка Шотландии против «Рейнджерс»), однако в других источниках в том матче играл Уилли Маккаллум, а не Каннингем. Статистика его выступлений за «Селтик» неточная, ориентировочно он провёл за клуб 7 официальных матчей (6 в чемпионате и 1 — в Кубке Шотландии), забив 1 гол (в полуфинале Кубка Шотландии против «Рейнджерс»). В финале Кубка Шотландии 1892 года он не сыграл (тогда «Селтик» впервые выиграл этот трофей).
В 1892 году перешёл в «Партик Тисл», а затем, в том же году, стал игроком «Харт оф Мидлотиан», сыграв за «Хартс» 1 официальный матч в чемпионате. В том же году играл за «Рейнджерс», а с марта 1893 года — за «Глазго Тисл» (но официальных матчей за эти клубы не провёл).
В сентябре 1893 года перешёл в английский «Престон Норт Энд». Провёл в клубе четыре сезона, сыграв 51 матч в Первом дивизионе Футбольной лиги и забив 8 (по другим данным, 9) мячей.
В мае 1897 года перешёл в «Шеффилд Юнайтед». Сыграл 24 матча и забил 7 мячей в Первом дивизионе сезона 1897/98. Помог «Шеффилд Юнайтед» впервые в истории клуба стать чемпионом Англии.
В августе 1898 года стал игроком бирмингемского клуба «Астон Вилла», однако официальных матчей за клуб не провёл.
В октябре 1898 года перешёл в клуб «Ньютон Хит» из Манчестера. Дебютировал за команду 5 ноября 1898 года в матче Второго дивизиона против «Гримсби Таун» на стадионе «Бэнк Стрит». 10 декабря того же года забил свой первый гол за «язычников» в матче против «Блэкпула». Всего в сезоне 1898/99 провёл за «Ньютон Хит» 17 матчей и забил 2 мяча.
В июне 1899 года перешёл в клуб Ланкаширской лиги «Уиган Каунти». В августе 1901 года стал игроком «Барроу».